# Schackensleben
Schackensleben ist ein Ortsteil der Einheitsgemeinde Hohe Börde im Landkreis Börde in Sachsen-Anhalt.

## Geografie
Schackensleben liegt ca. 6 km nordwestlich von Irxleben in der Magdeburger Börde an der Olbe.
Als Ortsteil der ehemaligen Gemeinde war u. a. Klein Santersleben ausgewiesen.

## Geschichte

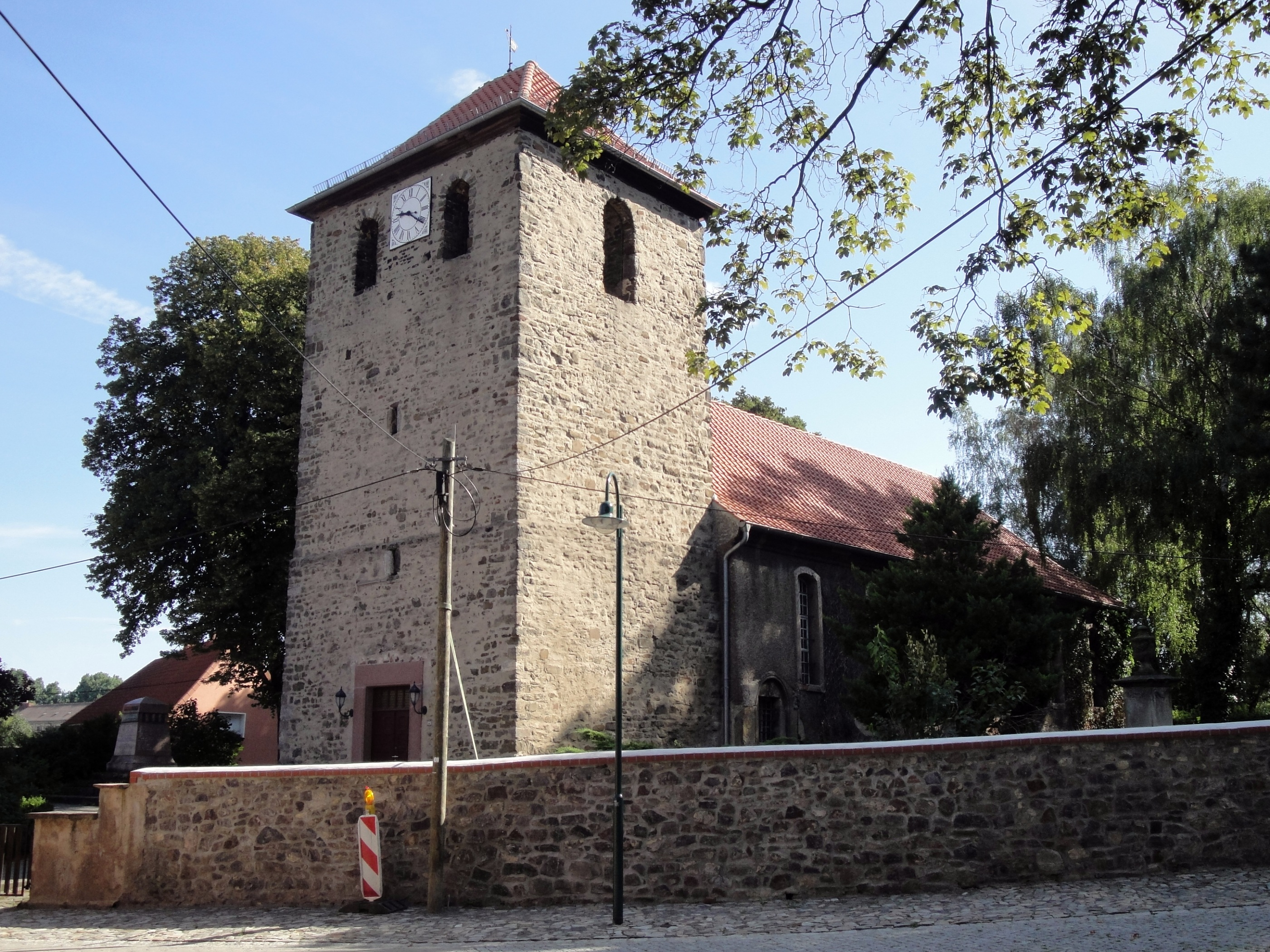
Kirche in Schackensleben

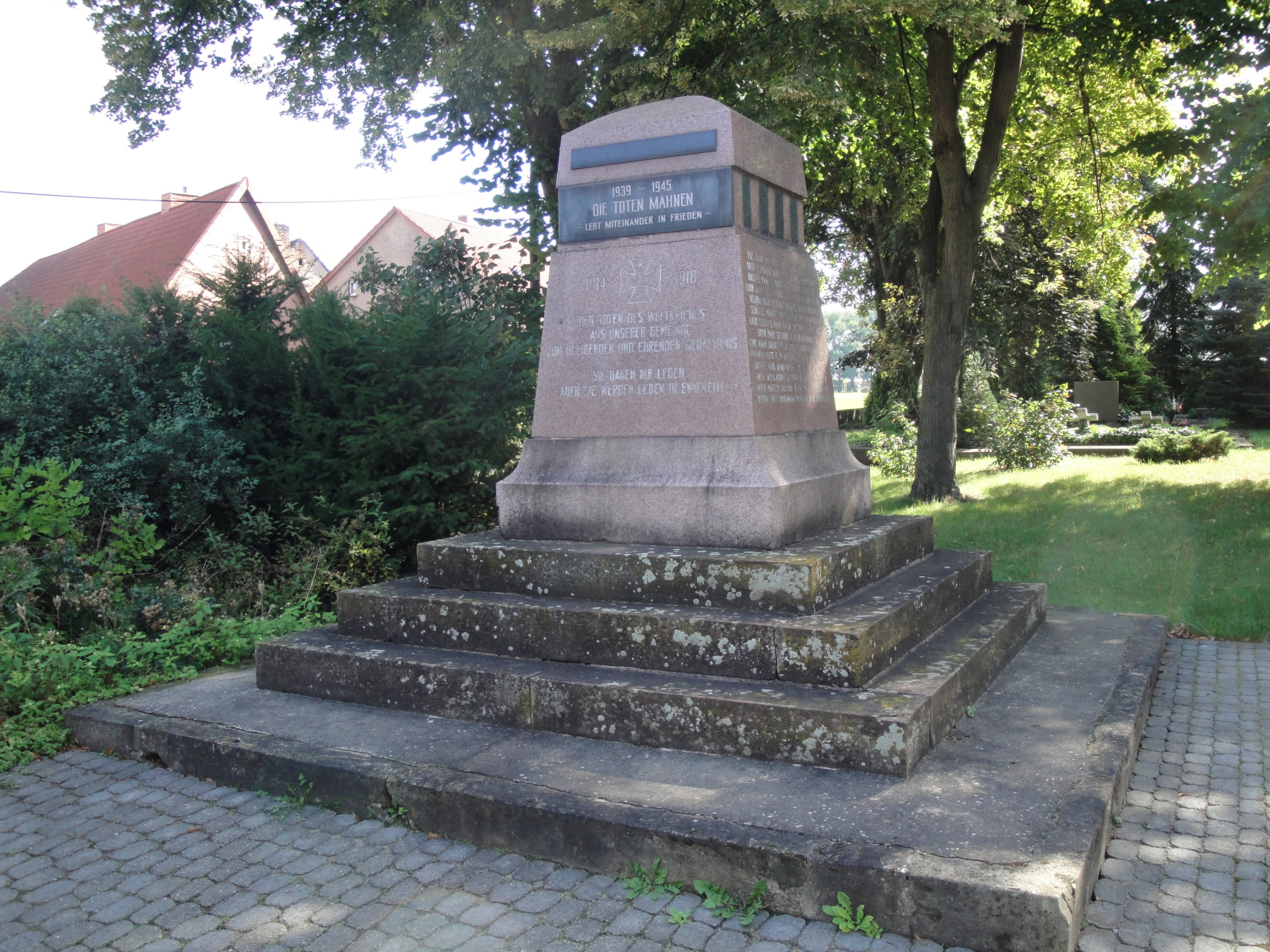
Kriegerdenkmal in Schackensleben

Die Gemeinde Schackensleben entstand am 17. Oktober 1928 durch Vereinigung der Landgemeinde Schackensleben mit dem Gutsbezirk Klein-Santersleben in Teilen und der Landgemeinde Klein-Santersleben.
Schackensleben und Klein Santersleben werden durch die Olbe getrennt. Ortsbild prägend ist der Schornstein der ehemaligen Zuckerfabrik und der der Molkerei, die Größe dieser Betriebe zeugt vom früheren wirtschaftlichen Reichtum des Ortes. Im Dorf befinden sich kleine Gewerbebetriebe, eine Kindertagesstätte und Vereine wie z. B. die Pferdefreunde Schackensleben e. V., der Feuerwehrverein sowie ein Sportverein.
Am 1. Januar 2010 schlossen sich die bis dahin selbstständigen Gemeinden Schackensleben, Ackendorf, Bebertal, Eichenbarleben, Groß Santersleben, Hermsdorf, Hohenwarsleben, Irxleben, Niederndodeleben, Nordgermersleben, Ochtmersleben und Wellen zur neuen Gemeinde Hohe Börde zusammen.

## Politik
Für den Ortsteil Schackensleben wurde eine Ortschaftsverfassung eingeführt. Der Ortschaftsrat von Schackensleben besteht aus 5 Mitgliedern.

### Bürgermeister
Der letzte Bürgermeister der bis Ende 2009 selbständigen Gemeinde Schackensleben war Dr. Ernst Daenecke (CDU).

### Wappen
Das Wappen wurde am 2. Oktober 2003 durch das Regierungspräsidium Magdeburg genehmigt.
Blasonierung: „In Grün ein goldener Wellenstab, rechts davon ein goldener Fabrikschornstein mit einem unten viereckigen, oben prismatischen Sockel, einem sich nach oben hin verjüngenden prismatischen Schornsteinschaft und einem runden, kapitellartigen, fein gegliederten Schornsteinkopf, links des Wellenstabes pfahlweise zwei gestümmelte goldene Lindenäste, jeder mit zwei beiderseits herabhängenden Blättern.“
Das Wellenband symbolisiert die Olbe, die die Ortsteile Schackensleben und Klein Santersleben trennt bzw. verbindet. Der historische Schornstein als Symbol des Zuckerrübenanbaus steht für Schackensleben. Die gestümmelten Lindenäste stehen (in Anlehnung an das von Veltheimsche Wappen) für Klein Santersleben, in dem sich das ehemalige Schloss derer von Veltheim befindet. Das Veltheimsche Wappen befindet sich auch an der Patronatsloge der Dorfkirche. Außerdem ist die Gemeinde reich an Lindenbäumen. Die grüne Schildfarbe deutet auf die Fruchtbarkeit des Umlandes.
Die Farben von Schackensleben sind Gelb - Grün.
Das Wappen wurde von dem Magdeburger Heraldiker Ernst Albrecht Fiedler gestaltet.

### Flagge
Die Flagge ist Gelb - Grün (1:1) gestreift (Querform: Streifen waagerecht verlaufend; Längsform: Streifen senkrecht verlaufend) und mittig mit dem Wappen belegt.

## Wirtschaft und Infrastruktur

### Verkehr
Zur Bundesstraße 1, die Braunschweig mit Magdeburg verbindet, sind es in südlicher Richtung ca. 4 km. Die Bundesautobahn 2 (Anschlussstelle Bornstedt) wird nach 5 km erreicht.
Schackensleben hatte einen Bahnhof an der Bahnstrecke Haldensleben–Eilsleben. Die Strecke wurde im Jahre 2000 stillgelegt, nachdem 1999 der Personenverkehr eingestellt worden war.